# エアランド・バトル
エアランド・バトル（英: AirLand Battle, ALB）とは、アメリカ陸軍で創案された戦闘教義。陸・空戦力の統合作戦によって機動戦と縦深戦闘を展開することで、ヨーロッパ正面で圧倒的優位にあるソ連地上軍に対抗しようとしたものであった。
従来のアクティブディフェンス（AD）ドクトリンを置き換えるかたちで1982年の基準教範 (FM100-5) の改訂の際に導入されて、アメリカ合衆国における新たな作戦術の確立に向けた第一歩となった。その後、冷戦の終結とソビエト連邦の崩壊に伴う任務の多様化に対応して、1993年には更に包括的な新しいコンセプトとして全次元作戦 (Full-dimensional operations) が提示されたが、縦深エリアという考え方は踏襲され続けている。

## 概要
ALBとは、質的・量的に優るワルシャワ条約機構（WPO）軍に対してどのように勝利するかという目標に沿って作られたドクトリンである。WPO軍が梯隊制のドクトリンを採用して全戦線に貫通機動を仕掛けて来るのに対して、質的・量的に劣るアメリカ軍は、第1梯隊には耐えたとしても、その後さらに第2梯隊・第3梯隊と攻撃が続く場合、長く耐えられない前提があった。そのため作戦域の縦深エリア（戦線を跨いで敵の後方）に注目し、WPO軍の第2梯隊、第3梯隊が到着する前に牽制、攪乱、遅滞、撃破することが大事であるとされた。縦深エリアに干渉する方法として、砲兵や航空機による攻撃、エアボーン・ヘリボーンによる空中機動作戦、襲撃、偵察、情報作戦、サイバー電子作戦、陸軍を含む統合軍全体の能力、特殊部隊がある。

## 創案に至る経緯

### ADドクトリンの創案と論争
ベトナム戦争中、陸軍の関心は、捉えどころのない敵に対する対反乱作戦（COIN）に注がれていたが、ベトナムからの撤退とともに、再びヨーロッパを主戦場にした想定でのドクトリンの検討に着手した。撤退と同年の1973年7月には、陸軍全体の教義や訓練基準を定めるための訓練教義コマンド（TRADOC）が創設されており、同年10月の第四次中東戦争が早速研究対象となった。
これらの研究を踏まえて、まずFM100-5の1976年版で導入されたのがアクティブ・ディフェンス（Active Defense, AD）ドクトリンであった。これはソ連を含むワルシャワ条約機構（WPO）軍の攻撃初動に対する打撃（第一会戦）を最終決戦と見做すほどに重視し、前方部隊を減殺するとともに後続部隊をも打撃して、速やかに防勢から攻勢に転移して主導権を奪回することを狙っていた。特に、第一防御線の一帯だけで戦うことを重視し、幾重にも渡って防御線を構築しての縦深防御をほとんど放棄している点と、部隊を予備隊として温存するより第一線に配置して火力を発揮させることを優先するという点は、従来のドクトリンと大きく異なる点であった。
1976年版FM100-5は、発表直後から陸軍内外から高い評価と厳しい批判を同時に受け、これらの批判に真摯に対応するTRADOC司令官デピュイ大将の姿勢もあって、戦い方について陸軍史上で最も活発に議論されたドクトリンとなった。
まず問題となったのが、敵に先制を許した場合に主導権を奪回できるか、また敵の電子戦に対して攻勢転移まで指揮統制システムが耐えられるかといった点であった。すなわち、第一会戦に勝利しても第二会戦は不可避であり、そしてソ連軍のドクトリンは第一会戦よりむしろ第二・第三の会戦に勝利することを重視していることから、もし第一会戦に勝利しても、第二梯隊の突進を許して最終的に包囲殲滅されるか、あるいは指揮中枢を破壊されて敗北する恐れが指摘された。また本ドクトリンに基づくと予備隊がほとんどなくなるため、防御において戦力を集中する場合には、防御線上の陣地に配置していた部隊を、防御線に沿って側方から敵の突破地点に投入することになるが、このような行動は指揮統制システムに非常な負担を掛けるものであった。
また本ドクトリンは、ソ連軍が第二次大戦で行ったような大兵力による貫通打撃（massive armed breakthrough）への対応に適したものであったが、当時ソ連軍が使用し始めていた、より小規模の部隊による先制攻撃や、前線の弱点に付け込むための多分岐攻撃（Bold, multiple-pronged attacks）に対しては不安が残った。

### ALBドクトリンの創案
陸軍機甲学校長であったスターリー将軍は、デピュイ大将の腹心として1976年版FM100-5の起草に大きく関与した後、西ドイツに駐留する第5軍団の軍団長として赴任したが、同地で更に戦史の研鑽・洞察を深めるとともに、想定戦場を視察し、ドイツ陸軍の将校とも議論を重ねた。
1977年7月、スターリー大将はデピュイ大将の後任としてTRADOC司令官に着任したが、これらの洞察を踏まえて、第一会戦と防御線一帯に注目した1976年版FM100-5の視点は視野狭窄であったと見做すに至っていた。そして創案されたのが、防御線の向こう側（敵側）に広がる空間と時間に着目し、敵の後方地域から防御線一帯までの地域と、敵が防御線に到着するまでの時間とを活用して機動戦を展開するという構想であり、当初は「セントラル・バトル」と称されていた。
このような縦深攻撃を実現するには、地上火力のみでなく空軍力にも託さざるを得ないと考えられ、1979年10月、スターリー大将のほか陸・空軍の両参謀長、戦術航空軍団（TAC）司令官が参画して、陸・空軍の連携による敵後続部隊の阻止に関する検討が着手された。またこれと並行して、砲兵学校（Artillery School）では陸軍部隊の火力による敵後続部隊の阻止についての研究を進めており、12月にはその成果を「結合戦場」（Integrated Battlefield）コンセプトとして発表した。この構想には防御線の向こう側の地域での戦いと防御線一帯での戦いを関連づけること、そして防御線の向こう側の地域で敵の後続部隊を阻止する戦いの重要性を一層強調したことという2つの特徴があり、特に後者はADに対して提起された「第一梯隊を撃破しても第二梯隊の突進を許せば敗退につながる」という懸念への解答であった。
これと並行して、将来の軍団レベルでの戦い方を検討する「軍団86」（Corps 86）研究が進められていたが、スターリー大将はこれから着想を得て、1980年10月、さらに積極的に敵の後続部隊を阻止する「拡大戦場」（Extended Battlefield）の概念をまとめ上げた。まもなくこのコンセプトはエアランド・バトル（ALB）と称されるようになり、1981年3月、スターリー大将はALBの概念と「軍団86」研究を綴じ合わせたTRADOCパンフレット（TRADOC Pamphlet 525-5: U.S. Army Operational Concepts The AirLand Battle and Corps 86）を刊行した。
これらの新しい戦い方では、戦場が、空間的にも時間的にも拡大したものとして認識することが重視された。明確な防御線は形成されず、防御線の向こう側の地域における戦いと防御線一帯における戦いは、同一の戦いの中の二つの構成要素に分類され、それぞれ「防衛線の敵側奥深くでの会戦」（Deep Battle）及び「至近距離の会戦」（Close-in Battle）と名付けられた。これらそれぞれの戦いの効果を総合することによって、戦いに全体としてのまとまりを持たせるというものであり、積極的な攻撃によって敵を混乱させ、戦いの早い段階から主導権を獲得する戦い方であった。そして1982年には、これらの成果を盛り込んで改訂されたFM100-5が出版され、米陸軍ドクトリンの新たな基礎となった。
このように拡大した戦場においては、陸軍自身の縦深攻撃の能力だけでは不十分であり、これを補うため、空軍が行う対地攻撃の中に「戦場航空阻止」（BAI）の区分が新たに追加された。1983年には陸・空の参謀長がALBドクトリンに関する統合指揮の強化に関する公式覚書に調印し、両軍種は協力関係を拡大した。
またこのように拡大した戦場において、戦いに全体としてのまとまりを持たせるため、持続的な複数の作戦によって発生する「戦役」と、これらを指導するための「作戦術」という概念も導入されており、1986年のFM100-5の改訂でこれらは再定義・体系化された。

## 更なる包括化の進展
1991年の湾岸戦争において、アメリカ合衆国と有志連合は、ALBの原理を活用してイラク軍を撃破した。しかし1980年代末から1990年代初頭にかけて、冷戦の終結とソビエト連邦の崩壊に伴って戦略環境は激変しており、アメリカ陸軍は、マルチハザード化およびグローバル化に伴う任務の多様化への対応を迫られていた。
これに応じて、早速1993年には基準教範の再改訂がおこなわれ、ALBをも包含するコンセプトとして全次元作戦（Full-dimensional operations, FDO）が提示された。これは欧州正面のように既に前方展開されている地域だけでなく、アメリカ合衆国本土からの展開が求められる地域をも想定するとともに、戦争以外の軍事作戦（MOOTW）をも織り込んでおり、具体性に欠けるとの批判はあったものの、その後のコンセプト／ドクトリン深化のための布石となった。また1990年代のソマリア、ハイチ、ボスニア、コソボなどの経験を踏まえた2001年の基準教範の再改訂では、更に包括的な全スペクトラム作戦 (Full-spectrum operations, FSO) のドクトリンが導入され、2008年版でも維持された。その後、アフガニスタンやイラクでの経験を踏まえた2011年の改訂では、統合地上作戦（Unified Land Operations, ULO）へと発展した。
一方、陸軍がイラク、アフガニスタンに集中せざるを得ない状況の下、2009年に海・空軍が共同で研究に着手したのが「エアシー・バトル」（Air-Sea Battle, ASB）コンセプトであった。2010年の4年毎の国防見直し（QDR）においても対中戦略の一環としてこのASBが挙げられている。これはその後、ULOの後継となるドクトリンである多領域作戦（MDO）に組み込まれた。